# ویات سانفورد
ویات سانفورد (انگلیسی: Wyatt Sanford؛ زادهٔ ۳ نوامبر ۱۹۹۸) بوکسور اهل کانادا است.
وی در مسابقات کشوری و بین‌المللی در مجموع برندهٔ ۱ مدال طلا، ۳ مدال برنز شده است.